# Präsidentschaftswahl in den Vereinigten Staaten 1916
Die Präsidentschaftswahl in den Vereinigten Staaten 1916 fand am 7. November 1916 statt – vor dem Hintergrund des Ersten Weltkrieges, in dem die USA bis dahin neutral geblieben waren. Kandidat der Demokratischen Partei war Amtsinhaber Woodrow Wilson, der insbesondere wegen seiner Antikriegshaltung sowie aufgrund einer Reihe von arbeitnehmerfreundlichen Reformen während seiner ersten Amtszeit populär war. Für die Republikanische Partei trat Charles Evans Hughes an, der von 1910 bis zu seiner Nominierung als Richter am Obersten Gerichtshof der Vereinigten Staaten fungiert hatte. Der ehemalige US-Präsident Theodore Roosevelt verzichtete, anders als vier Jahre zuvor, zugunsten von Hughes auf eine eigene Kandidatur mit seiner Progressive Party.
Hauptthemen des Wahlkampfes waren innenpolitisch die progressiven Reformen von Amtsinhaber Wilson sowie außenpolitisch eine mögliche Kriegsbeteiligung der Vereinigten Staaten. Während Wilson die Aufrechterhaltung der amerikanischen Neutralität zu einem Kernthema seiner Kampagne machte, trat Hughes für eine bessere Vorbereitung auf ein mögliches Hineinziehen des Landes in den Konflikt ein, was teilweise zu seiner Wahrnehmung als „Kriegskandidat“ führte. Wilson gewann die Wahl mit knappem Vorsprung und wurde damit für eine zweite Amtszeit als Präsident der Vereinigten Staaten wiedergewählt.
Aus Sicht der Wahlforschung gilt insbesondere der starke Einfluss des Ersten Weltkrieges als mitentscheidend für den Wahlausgang. Motiviert durch Änderungen der deutschen Kriegspolitik Anfang 1917 kam es im April aber doch zum Kriegseintritt der USA auf Seiten der Triple Entente, mit vielfältigen und zum Teil langanhaltenden Auswirkungen auf das soziale und politische Leben des Landes. Die Innenpolitik während seiner zweiten Amtszeit war von der landesweiten Einführung des Frauenwahlrechts sowie dem Scheitern seiner Gesetzesinitiativen zum Verbot der Kinderarbeit gekennzeichnet. Im Jahr 1919 erhielt Wilson, der turnusgemäß bis März 1921 amtierte, den Friedensnobelpreis „für seine Verdienste um die Beendigung des Ersten Weltkrieges und die Gründung des Völkerbunds“.

## Ausgangssituation

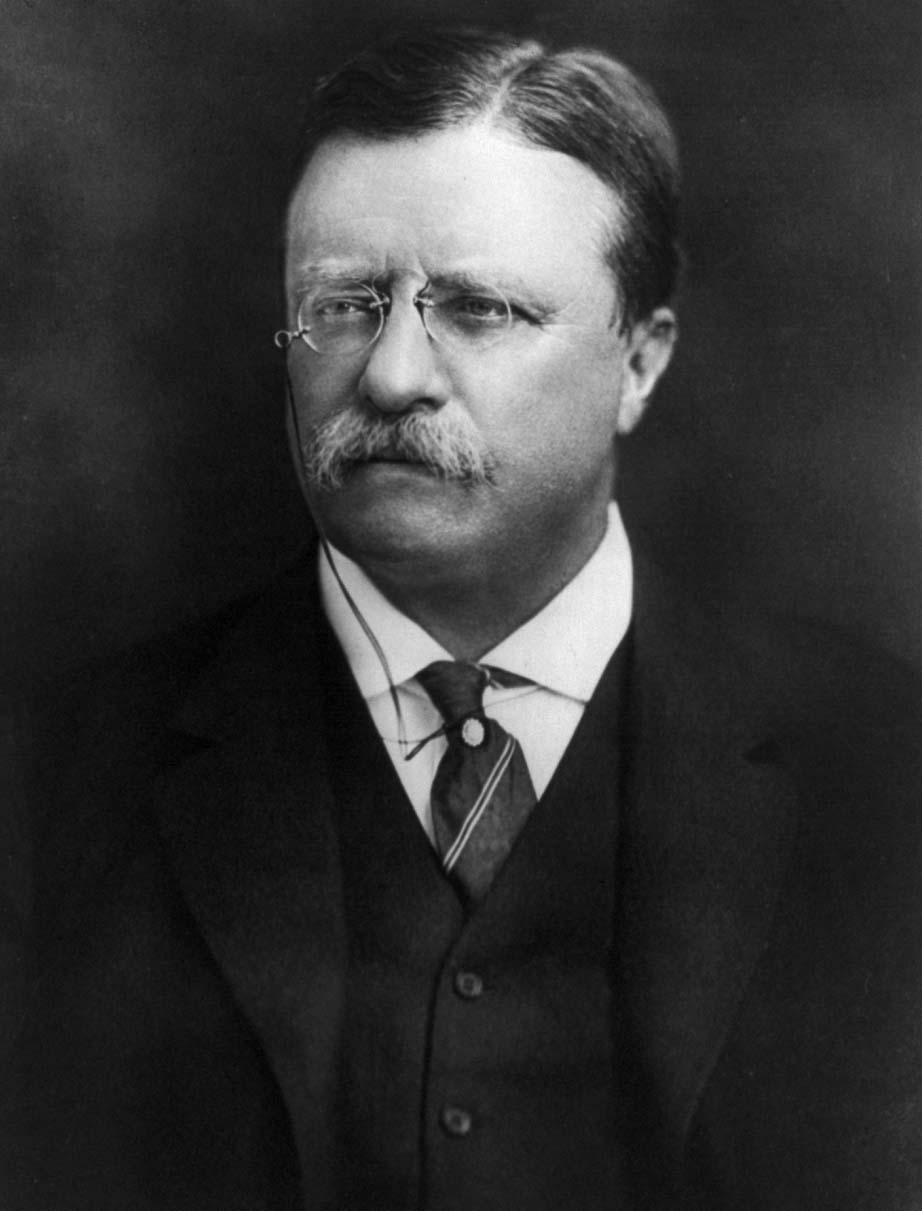
Theodore Roosevelt, dessen Kandidatur 1912 die Spaltung der Republikanischen Partei bewirkt und damit den Sieg von Wilson begünstigt hatte

Die politische Landschaft in den Vereinigten Staaten vor der Präsidentschaftswahl 1916 war geprägt von den Folgen der Wahl vier Jahre zuvor, in der sich der Demokrat Woodrow Wilson durchgesetzt hatte. Seine Gegner waren der ehemalige Präsident Theodore Roosevelt, der sich mit der Progressive Party von den Republikanern abgespalten hatte, und der republikanische Amtsinhaber William Howard Taft. Roosevelt, der im Gegensatz zu Taft den liberalen Flügel innerhalb der Republikaner repräsentierte, hatte sich zuvor erfolglos um die Nominierung der Partei bemüht. Nachdem diese erneut an den konservativen Taft gegangen war, entschloss sich Roosevelt zur Kandidatur zusammen mit dem kalifornischen Gouverneur Hiram Johnson, mit dem er im selben Jahr die Progressive Party gründete. Dies führte zur Spaltung der Republikaner und ihrer potentiellen Wählerschaft, in deren Ergebnis Amtsinhaber Taft die Wahl gegen seinen demokratischen Herausforderer Wilson verlor und noch hinter Roosevelt, sowohl nach Wähler- als auch nach Wahlmännerstimmen, nur den dritten Platz belegte.
Innenpolitisch hatte Wilson nach seinem Amtsantritt mit Unterstützung eines mehrheitlich demokratisch besetzten Kongresses eine Reihe von Vorhaben umgesetzt, die unter dem Slogan „The New Freedom“ („Die neue Freiheit“) propagiert wurden und vor allem Änderungen im Bereich des Wettbewerbsrechts sowie des Zollwesens, des Bankensektors und der Währungspolitik umfassten. Zu den wichtigsten dieser Reformen zählten 1913 die Schaffung des Federal Reserve System als Zentralbanksystem der Vereinigten Staaten sowie ein Jahr später die Gründung der Federal Trade Commission mit dem Ziel der Verhinderung beziehungsweise Bekämpfung von wettbewerbswidrigen Trusts sowie Markt- und Produktionsmonopolen. Beide Institutionen sind bis in die Gegenwart von zentraler Bedeutung im Wirtschaftssystem der Vereinigten Staaten. Darüber hinaus verabschiedete die Regierung mehrere Gesetze, die zu einer Verbesserung der Arbeitssituation in verschiedenen Wirtschaftsbereichen führten. Hierzu gehörten beispielsweise die Begrenzung der täglichen Arbeitszeit auf acht Stunden sowie der Seamen’s Act, der die Arbeits- und Lebensbedingungen der Seeleute in der amerikanischen Handelsflotte verbesserte. Die wirtschaftliche Situation in den Vereinigten Staaten, die während Wilsons erster Amtszeit zunächst durch einen Konjunkturrückgang gekennzeichnet war, hatte sich später aufgrund eines kriegsbedingten Nachfrageanstiegs erholt.
In außenpolitischer Hinsicht hatte der Präsident eine Beteiligung der Vereinigten Staaten am Ersten Weltkrieg verhindert, der 1914 in Europa begonnen hatte. Er unternahm bei den Kriegsparteien verschiedene Vermittlungsinitiativen zur Beilegung des Konflikts, die allerdings erfolglos blieben. Von den Republikanern, insbesondere unter Führung von Roosevelt, wurde er für seine Weigerung kritisiert, die amerikanischen Streitkräfte auf eine mögliche Kriegsbeteiligung vorzubereiten. Seiner Meinung nach hätte dies einen Kriegseintritt forciert, eine Haltung, die ihm Unterstützung innerhalb der amerikanischen Friedensbewegung sicherte. Wilson war im Vorfeld der Wahl von 1916 aufgrund dieser Antikriegshaltung sowie wegen seiner innenpolitischen Reformen zugunsten von Arbeitnehmern in weiten Teilen der Bevölkerung sehr populär.

## Die Wahl

### Kandidaten

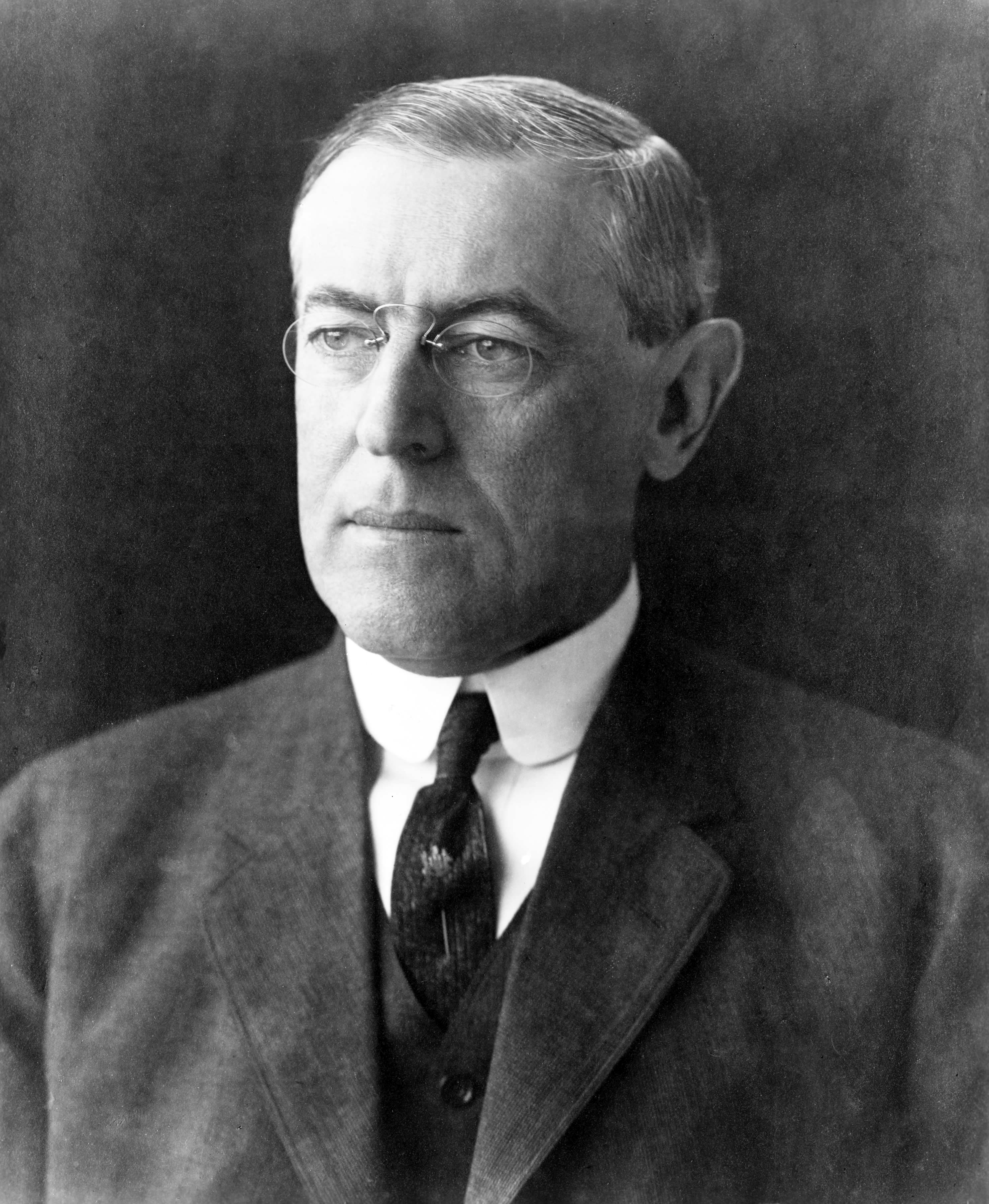
Woodrow Wilson

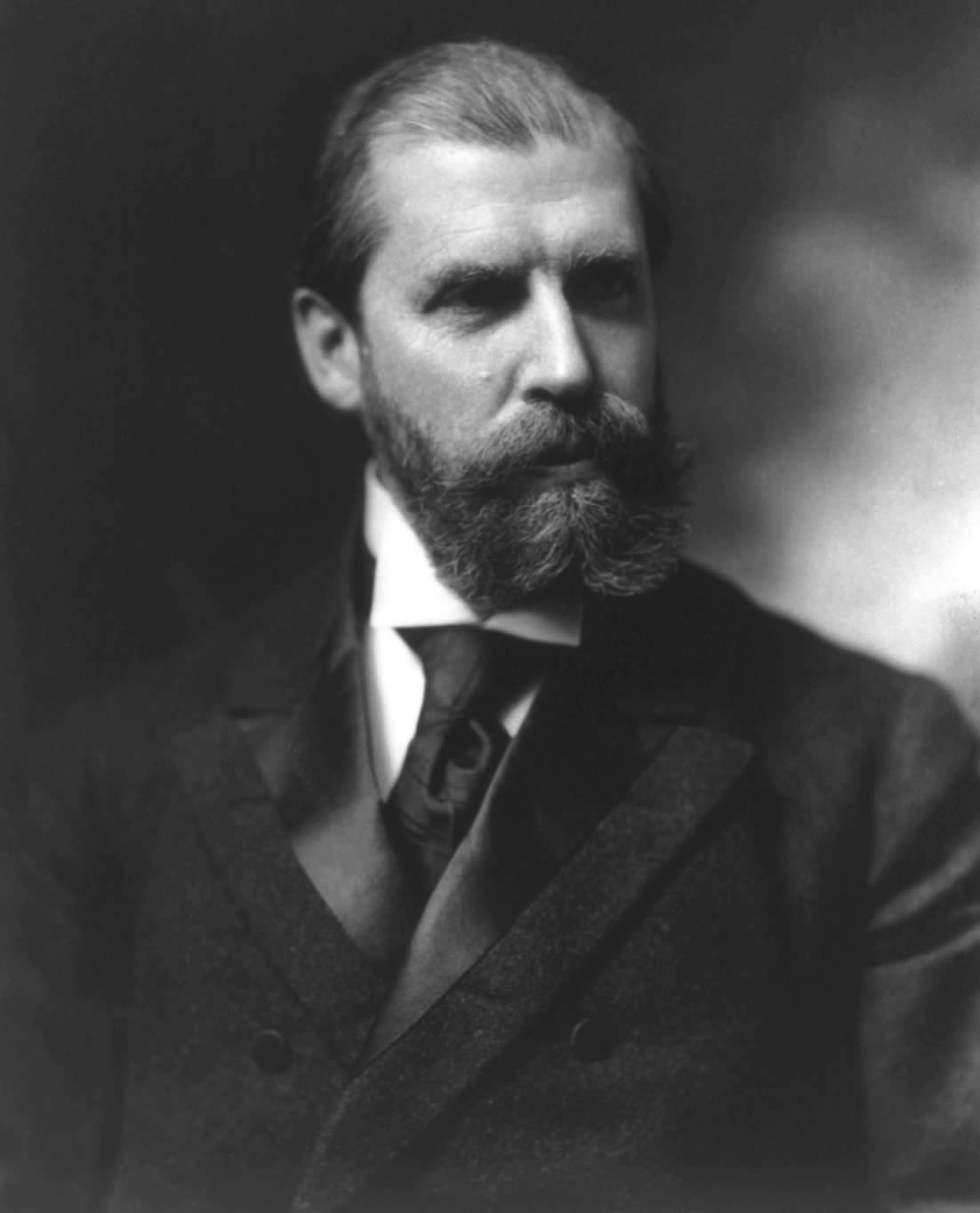
Charles Evans Hughes

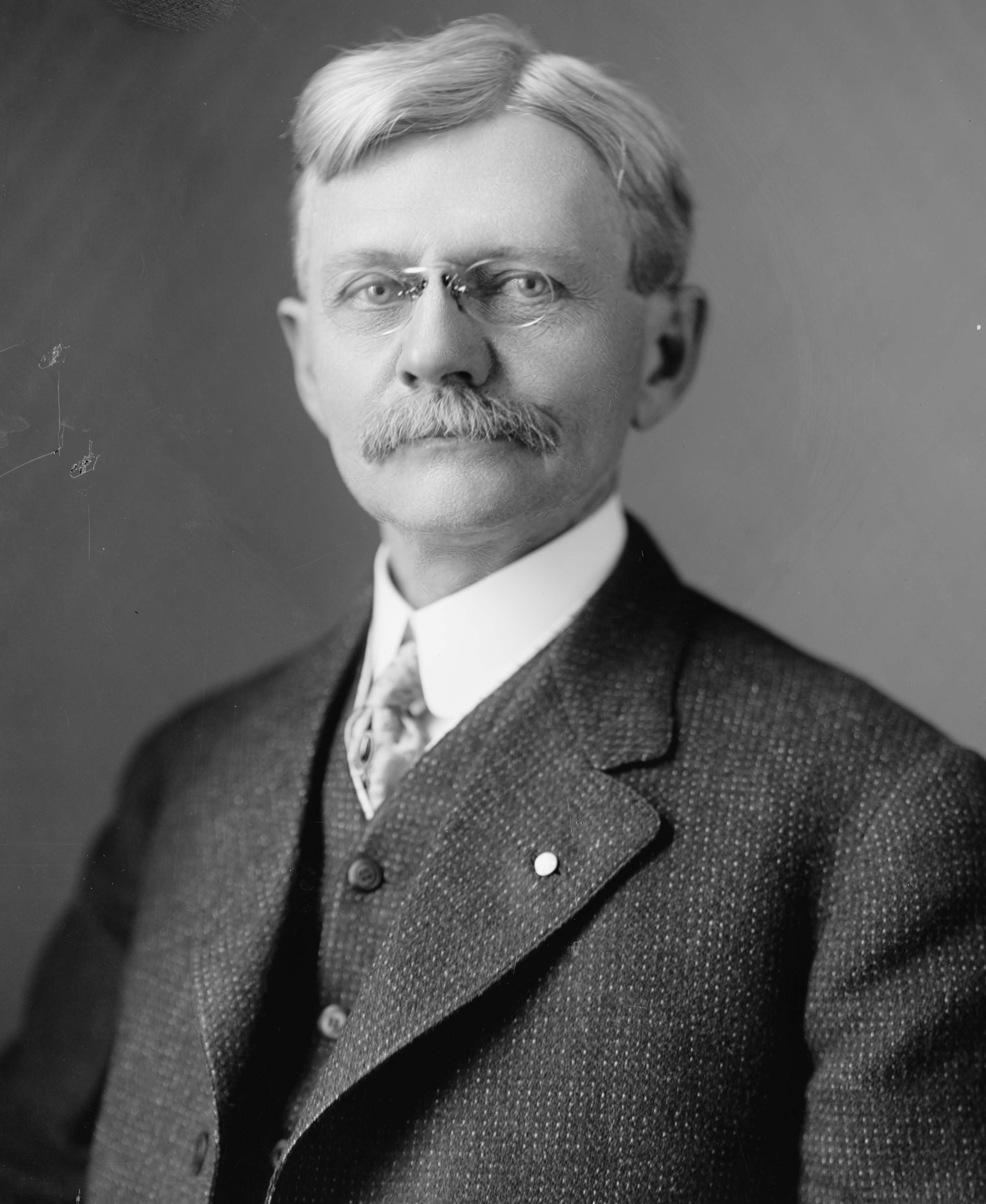
Thomas Riley Marshall

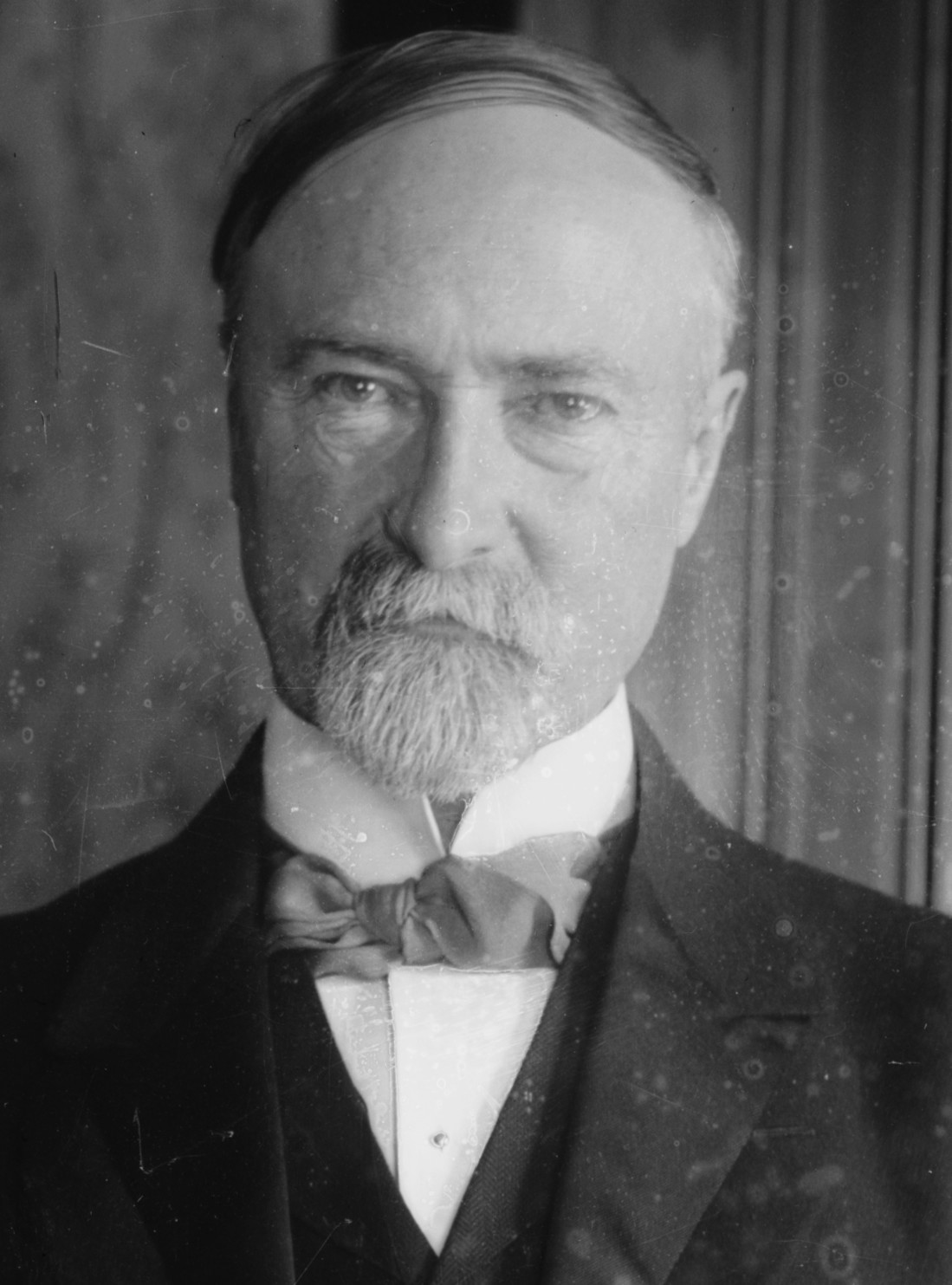
Charles Fairbanks

Innerhalb der Demokratischen Partei war Amtsinhaber Wilson durch seine innen- und außenpolitischen Erfolge während seiner ersten Amtszeit nahezu unumstritten, nur wenige Präsidenten in der amerikanischen Geschichte galten in ihrer Partei als ähnlich dominierend. Auf der Democratic National Convention vom 14. bis zum 16. Juni 1916 in St. Louis wurde er deshalb mit überwältigender Mehrheit im ersten Wahlgang erneut nominiert. Einziger Gegenkandidat war der zu diesem Zeitpunkt nur wenig bekannte Delegierte Homer S. Cummings, der in den 1930er Jahren Justizminister unter Präsident Franklin D. Roosevelt wurde. Auch der amtierende Vizepräsident Thomas Riley Marshall wurde von den Demokraten ohne Gegenkandidat erneut aufgestellt.
In den Vorwahlen der Republikanischen Partei bewarben sich 13 Kandidaten um die Nominierung zum Herausforderer des amtierenden Präsidenten. Darunter waren unter anderem der frühere Vizepräsident Charles W. Fairbanks, der Automobilproduzent Henry Ford, der frühere Justiz- und Außenminister Philander C. Knox, der Verfassungsrichter Charles Evans Hughes, der Gouverneur des Staates Pennsylvania, Martin Brumbaugh, sowie sieben Senatoren aus verschiedenen Bundesstaaten. Während der Republican National Convention vom 7. bis zum 10. Juni 1916 in Chicago gewann Hughes die Nominierung im dritten Wahlgang. Hauptgrund war seine moderate politische Haltung, durch welche die republikanische Führung hoffte, einen Ausgleich zwischen dem liberalen und dem konservativen Flügel der Partei zu erreichen. Als Kandidat für das Amt des Vizepräsidenten wurde Fairbanks ausgewählt, der dieses Amt bereits unter Präsident Roosevelt von 1905 bis 1909 ausgeübt hatte. Nach der Annahme seiner Nominierung trat Hughes am 16. Juni 1916 vom Amt des Richters am Obersten Gerichtshof zurück.
Theodore Roosevelt, der ursprünglich erneut für die Progressiven zur Wahl antreten wollte, zog seine Kandidatur zurück und unterstützte im Wahlkampf Hughes. Diese durch seine leidenschaftliche Ablehnung von Wilson beeinflusste Entscheidung, mit der er vor allem einen erneuten Wahlsieg der Demokraten verhindern wollte, führte zum Ende der Progressiven Partei und der Rückkehr ihrer meisten Mitglieder zu den Republikanern. James Frank Hanly, der zuvor für die Republikaner von 1895 bis 1897 als Abgeordneter im Repräsentantenhaus gesessen und von 1905 bis 1909 als Gouverneur des Bundesstaates Indiana fungiert hatte, kandidierte für die Prohibition Party. Für die Sozialistische Partei Amerikas trat der Autor und Zeitungsherausgeber Allan Louis Benson an.

### Wahlkampf
Der Wahlkampf wurde thematisch zunächst von innenpolitischen Themen und im weiteren Verlauf in immer stärkerem Maße vom Ersten Weltkrieg in Europa dominiert. Zu den innenpolitischen Vorhaben von Wilsons Kampagne zählten unter anderem die Bekämpfung der Kinderarbeit, die landesweite Einführung des Frauenwahlrechts, Verbesserungen des Strafvollzugswesens sowie die Fortsetzung der progressiven Reformen aus seiner ersten Amtszeit, die zu seiner großen Popularität in der Bevölkerung beigetragen hatten. Diese Vorhaben sowie die bisherigen Ergebnisse seiner Politik brachten ihm auch die Unterstützung der American Federation of Labor (AFL) ein, der größten Gewerkschaftsvereinigung in den USA in der ersten Hälfte des 20. Jahrhunderts.

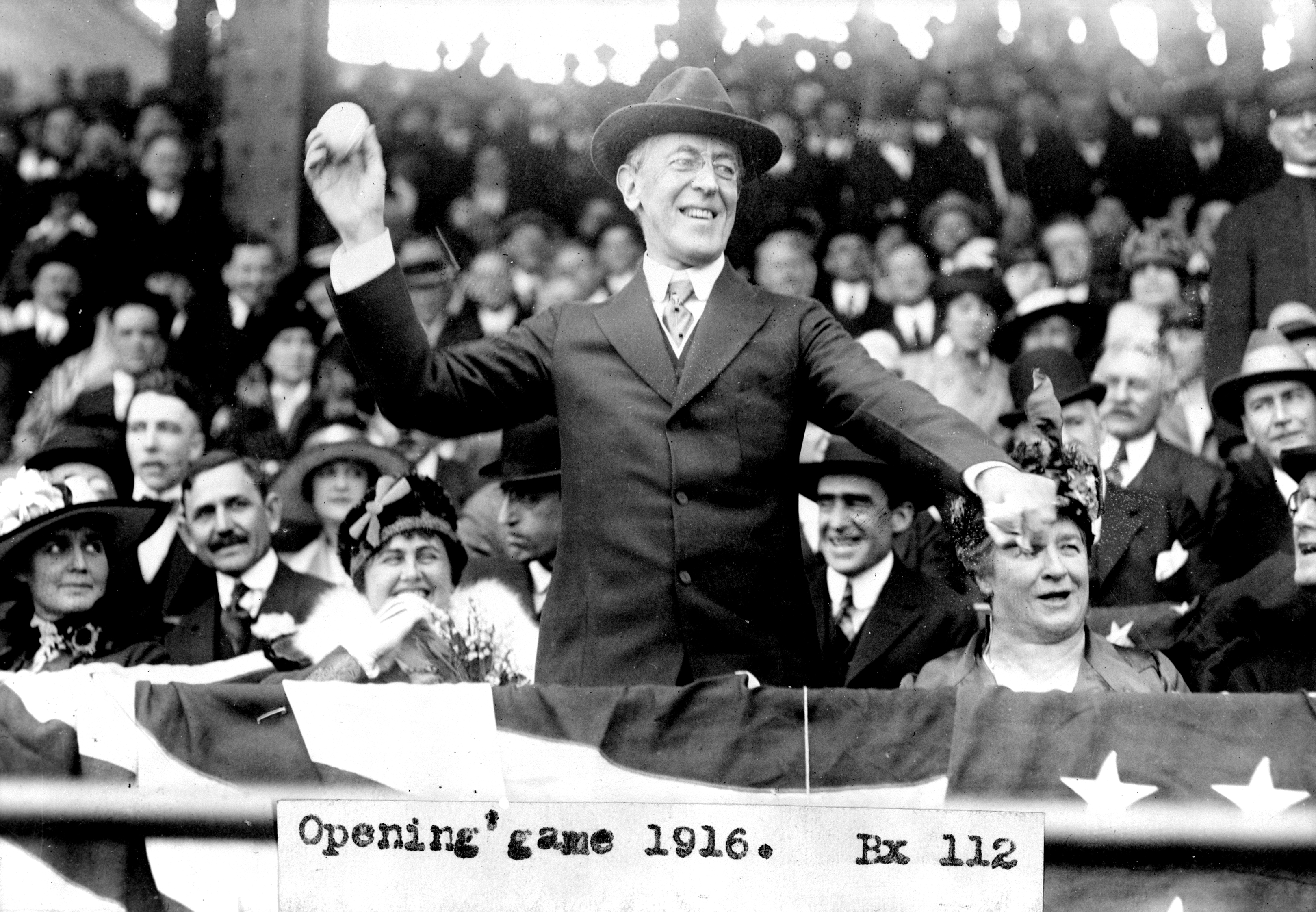
Woodrow Wilson bei der Eröffnung der Baseball-Saison 1916

Darüber hinaus sprachen sich unter anderem auch die New York Times, der in den republikanischen Vorwahlen unterlegene Henry Ford sowie der Erfinder und Unternehmer Thomas Alva Edison, der für Roosevelt als Kandidaten der Republikaner votiert hatte, für Wilson aus. William Randolph Hearst, der als Besitzer des San Francisco Examiner und mehrerer anderer Tageszeitungen zu den führenden Medienunternehmern des Landes zählte, rief ebenfalls zur Wahl von Wilson auf, nachdem er zuvor erfolglos versucht hatte, Roosevelt von einer Kandidatur zu überzeugen. Obwohl er Wilson persönlich verachtete und dessen Politik ablehnte, konnte er sich als Mitglied der Demokratischen Partei nicht dazu durchringen, den Republikaner Hughes zu unterstützen, dem er zudem 1906 bei der Wahl zum Gouverneur von New York unterlegen war.
Wilsons außenpolitisches Kernthema war die Aufrechterhaltung der Neutralität und damit die Vermeidung einer Kriegsbeteiligung der Vereinigten Staaten. Dies kam im demokratischen Wahlkampfmotto „He Kept Us Out of War“ – „Er hat uns aus dem Krieg herausgehalten“ – zum Ausdruck, das auf die zwei Jahre seit Beginn des Krieges im Jahr 1914 Bezug nahm. Da er nicht davon überzeugt war, einen Eintritt der USA in den Krieg vermeiden zu können, war der Präsident selbst allerdings mit diesem Slogan nicht zufrieden. Wilson, der im Wahlkampf nur wenig aktiv war, konzentrierte sich vor allem auf seine eigenen Themen und ignorierte den politisch als unerfahren geltenden Hughes nahezu vollständig. Er verzichtete darüber hinaus auch, mit Verweis auf die angespannte internationale Situation und die Notwendigkeit seines Verbleibs in Washington, auf eine Wahlkampftour durch das Land und trat nur als eingeladener Redner auf.
Hughes warb in seiner Kampagne, die im Gegensatz zu Wilsons Wahlkampf durch ausgedehnte Reisen gekennzeichnet war und als schwach organisiert galt, um eine bessere Vorbereitung auf mögliche Auswirkungen des Krieges und auf ein Hineinziehen der Vereinigten Staaten in den Konflikt. Dies wurde von einigen Zeitungen, die den amtierenden Präsidenten unterstützten, als geheime Pläne für einen Kriegseintritt nach einer möglichen Wahl Hughes’ interpretiert. Nachdem es Wilson gelungen war, durch diplomatischen Druck das Deutsche Reich von der Fortsetzung des uneingeschränkten U-Boot-Krieges abzubringen, fiel es Hughes schwer, der Friedenskampagne seines Kontrahenten einen effektiven Wahlkampf entgegenzusetzen. Neben einer möglichen Beteiligung am Krieg in Europa als Hauptthema thematisierte er im Bereich der Außenpolitik außerdem die Verwicklung der Vereinigten Staaten in den mexikanischen Bürgerkrieg.

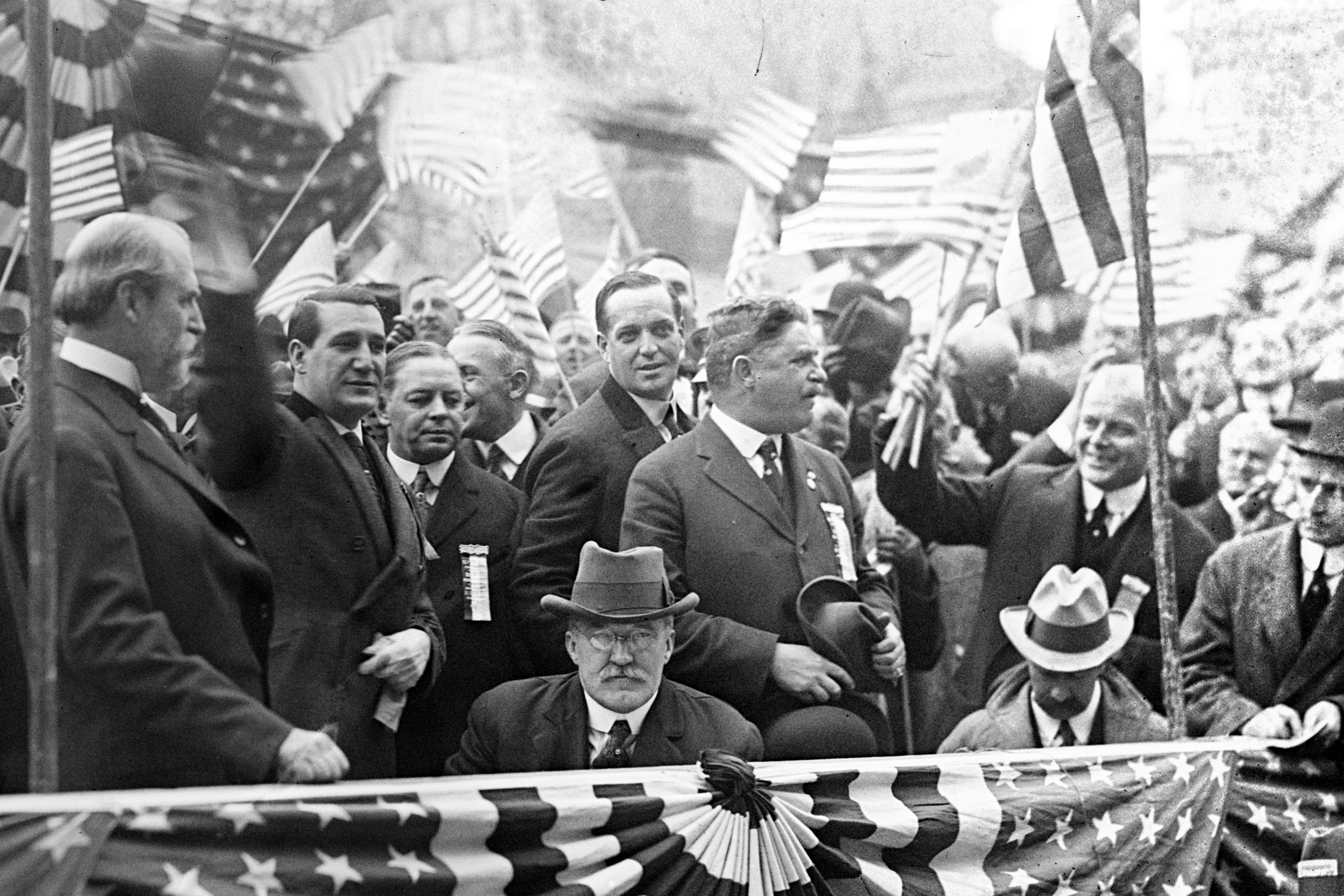
Charles Evans Hughes (links) während einer Wahlkampfveranstaltung am 4. November 1916 in New York

Auf innenpolitischer Ebene konzentrierte er sich darauf, einige von Wilsons Reformen im Bereich des Arbeitsrechts zu kritisieren, die er als nachteilig für die Interessen der Wirtschaft darstellte. Auch dies blieb jedoch weitestgehend ohne Erfolg, da diese Reformen die Arbeitsbedingungen für weite Teile der Arbeiterschaft verbessert hatten und somit zu Wilsons Popularität in diesen Bevölkerungsschichten beitrugen. Als vorteilhaft für Hughes erwies sich vor allem bei liberalen Anhängern der Republikaner die Unterstützung durch den noch immer außerordentlich populären früheren Präsidenten Theodore Roosevelt, auch wenn dessen Wahlkampfaussagen hinsichtlich einer eventuellen Kriegsteilnahme wahrscheinlich zur Wahrnehmung von Hughes als „Kriegskandidat“ beitrugen.  Darüber hinaus positionierte sich auch Elihu Root, der von 1905 bis 1909 unter Roosevelt als Außenminister fungiert hatte und 1912 mit dem Friedensnobelpreis ausgezeichnet worden war, zugunsten von Hughes.
Da Hughes in seiner Kritik am Präsidenten einige zweideutige beziehungsweise sich widersprechende Aussagen machte, so zu Wilsons Vorgehen gegenüber dem Deutschen Reich, wurde er zum Teil als unentschlossen wahrgenommen, was ihm in Abwandlung seines zweiten Vornamens den Spottnamen „Charles Evasive Hughes“ (evasive, englisch für „ausweichend“) einbrachte. Darüber hinaus unterlief ihm am 21. August 1916 während einer Wahlkampftour im Bundesstaat Kalifornien ein möglicherweise wahlentscheidender Fauxpas: Während eines Aufenthaltes in Long Beach übernachtete er im selben Hotel wie Hiram Johnson, der damalige republikanische Gouverneur des Staates. Trotzdem kam es zu keinem Treffen zwischen beiden Politikern, was möglicherweise daran lag, dass Hughes nicht darüber informiert worden war, dass Johnson sich ebenfalls im Hotel aufhielt. Von diesem wurde der als forgotten handshake („vergessener Handschlag“) bezeichnete Vorfall jedoch als Brüskierung empfunden, so dass er Hughes in der Folge die volle Unterstützung im Wahlkampf in Kalifornien verweigerte.
Schwerpunkt der Kampagne von Hanly war die Forderung nach einem Verbot von alkoholischen Getränken und Glücksspielen. Allan Louis Benson profilierte sich vor allem durch seine strikte Ablehnung des Krieges und die Befürwortung eines landesweiten Referendums über einen möglichen Kriegseintritt der Vereinigten Staaten.

## Ergebnis
| Kandidat             | Partei | Partei         | Stimmen    | Stimmen | Wahlmänner |
| Kandidat             | Partei | Partei         | Anzahl     | Prozent | Wahlmänner |
| -------------------- | ------ | -------------- | ---------- | ------- | ---------- |
| Woodrow Wilson       |        | Demokrat       | 9.126.868  | 49,2 %  | 277        |
| Charles Evans Hughes |        | Republikaner   | 8.548.728  | 46,1 %  | 254        |
| Allan Louis Benson   |        | Sozialist      | 590.524    | 3,2 %   | —          |
| James Franklin Hanly |        | Prohibitionist | 221.302    | 1,2 %   | —          |
| Andere               | Andere | Andere         | 49.163     | 0,3 %   | —          |
| Gesamt               | Gesamt | Gesamt         | 18.536.585 | 100 %   | 531        |

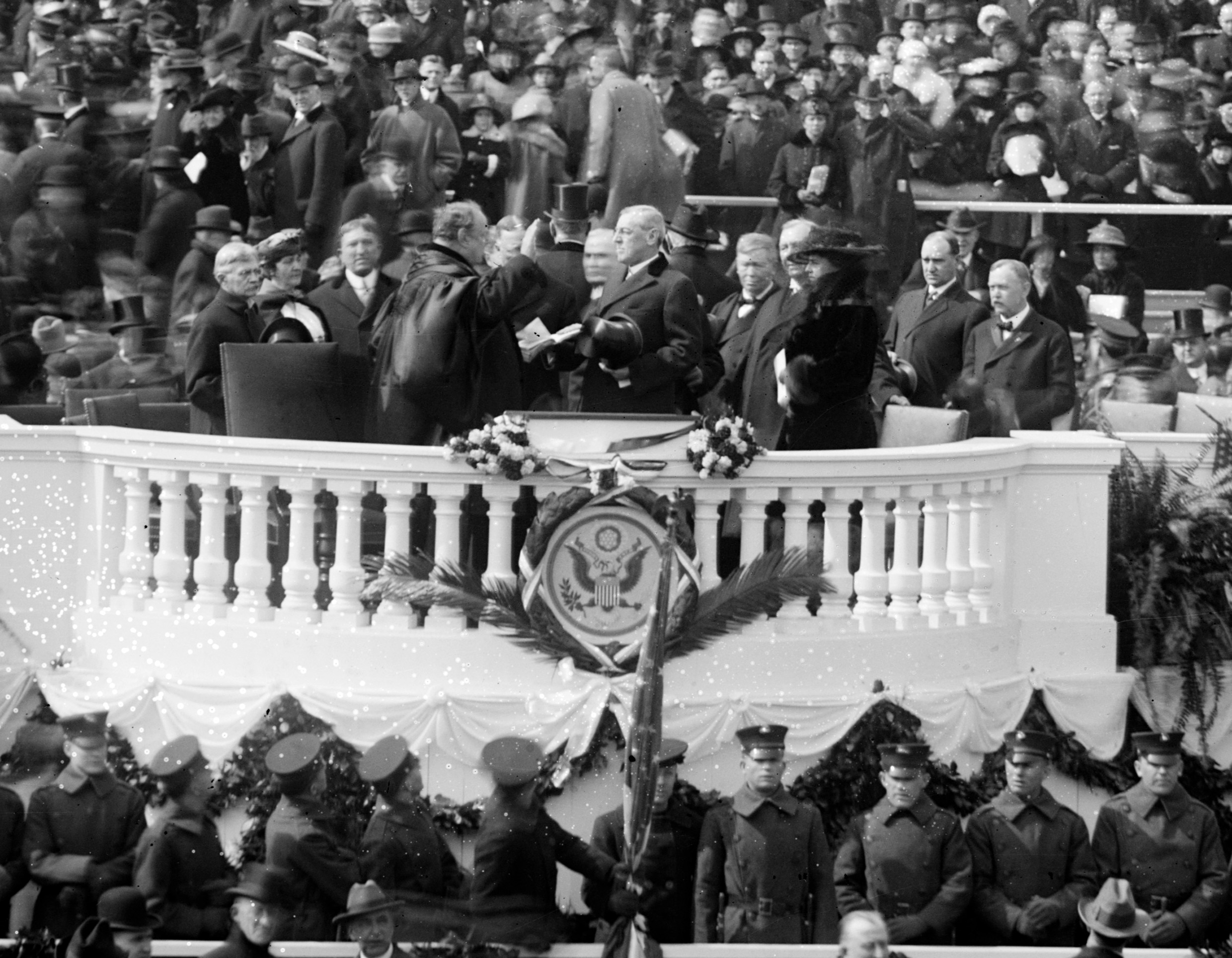
Vereidigung des Wahlsiegers Woodrow Wilson durch Edward Douglass White am 4. März 1917

Charles Evans Hughes lag am Wahltag, dem 7. November 1916, aufgrund von frühen Siegen in Staaten im Nordosten und im mittleren Westen des Landes in den ersten Zwischenergebnissen vorn, so dass ihn einige Zeitungen bereits zum Wahlsieger erklärten und Roosevelt ihm per Telegramm zum Wahlsieg gratulierte. Woodrow Wilson gelang es jedoch, vor allem in den Südstaaten und an der Westküste aufzuholen und schließlich die Führung zu übernehmen. Als Schlüsselstaat erwies sich letztendlich Kalifornien, in dem Wilson mit einem Vorsprung von nur etwa 3800 aus rund einer Million Stimmen gewann und sich damit den Wahlsieg sicherte.
Insgesamt wurden 18.536.585 Stimmen abgegeben, rund 3,5 Millionen mehr als 1912. Davon erhielt Wilson 9.126.868 Stimmen, was 49,2 Prozent entsprach, während auf Hughes 8.548.728 Stimmen und damit 46,1 Prozent entfielen. Wilson erhielt zwar rund 2,8 Millionen Stimmen mehr als bei seiner ersten Wahl, erreichte damit aber nur eine knappe relative Mehrheit bei den Wählern und verfehlte wie schon vier Jahre zuvor die absolute Mehrheit. Die Wahlbeteiligung lag bei 61,3 Prozent. Im Electoral College fiel die Verteilung der Wahlmännerstimmen mit 277 zu 254 zugunsten von Wilson aus, der in 30 Staaten gewann, während Hughes die Wahl in 18 Staaten einschließlich seines Heimatstaates New York und Wilsons Heimatstaates New Jersey für sich entscheiden konnte. Dies war, bei einer Mindestzahl von 266 Stimmen, einer der knappsten Wahlausgänge im Electoral College in der Geschichte der Vereinigten Staaten. Hätte Hughes beispielsweise auch in Kalifornien die Wahl gewonnen, wäre er mit den 13 zusätzlichen Wahlmännerstimmen des Staates zum Präsidenten gewählt worden.
Wie es sich bereits in den ersten Ergebnissen abgezeichnet hatte, konzentrierten sich die Siege von Hughes mit Ausnahme von Oregon ausschließlich auf die meist bevölkerungsreichen und dementsprechend mit einer vergleichsweise hohen Zahl an Wahlmännern im Electoral College vertretenen Staaten im mittleren Westen und im Nordosten des Landes. Die höchsten Stimmenanteile erreichte er in Vermont mit 62,4 Prozent und in New Jersey mit 54,4 Prozent. Wilson konnte hingegen im Nordosten nur in New Hampshire einen mit 56 Stimmen Vorsprung bei 89.127 abgegebenen Stimmen äußerst knappen Sieg verzeichnen. Er profitierte damit nicht vom traditionell starken Rückhalt der Demokratischen Partei unter den mehrheitlich katholisch geprägten Nachfahren der irischen Einwanderer, die vor allem im Nordosten der USA lebten. Hierzu trug insbesondere die Ablehnung der Politik Wilsons in Bezug auf Europa und Mexiko durch diese Bevölkerungsgruppe bei. Darüber hinaus waren die irischstämmigen Einwohner dieser Region in großen Teilen desillusioniert aufgrund kriegsbedingter sozialer Spannungen.
Im mittleren Westen, der zweiten Hochburg von Hughes, gewann Wilson die am Rand der Region gelegenen Staaten North Dakota, Nebraska, Kansas, Montana und Ohio. Er siegte außerdem mit großem Vorsprung in allen Südstaaten, so in South Carolina mit 96,7 Prozent und in Mississippi mit 92,8 Prozent der Stimmen, und abgesehen von Oregon auch im gesamten Nordwesten und Südwesten. Grundlage seines Wahlsieges war somit seine Dominanz im Süden und im Westen des Landes und damit in der Mehrzahl der Staaten mit einer geringen Einwohnerzahl und entsprechend wenig Wahlmännerstimmen, wodurch er von der als „Föderalismus-Bonus“ bezeichneten überproportionalen Repräsentation kleinerer Bundesstaaten im Electoral College profitierte. Vor allem Wilsons vollständiger Erfolg in den dünnbesiedelten Mountain States zwischen dem mittleren Westen und der Westküste galt als wahlentscheidend. In dieser Region, die zur damaligen Zeit eigentlich eine Hochburg der Republikanischen Partei war, gelang es ihm, sich aus der angestammten republikanischen Wählerschaft insbesondere Stimmen von progressiven Farmern sowie von Frauen, die sich von seiner Friedenskampagne angesprochen fühlten, zu sichern.
Die traditionell den Demokraten zugeneigten polnischstämmigen Amerikaner wählten mit deutlicher Mehrheit Wilson. Wesentlich dazu beigetragen hatte eine Änderung seiner Haltung zu Fragen der Einwanderung, die bei den Wahlen von 1912 zu seinem schlechten Abschneiden in dieser Bevölkerungsgruppe geführt hatte. Möglicherweise mitentscheidend waren die Stimmen der polnischen Einwanderer bei seinen knappen Siegen in Ohio, North Dakota und Missouri. Die Deutschamerikaner zeigten demgegenüber kein geschlossenes Wahlverhalten und wählten gleichermaßen beide Kandidaten. Da regionale Faktoren im Wahlverhalten der deutschstämmigen Amerikaner eine größere Rolle spielten, gewann Hughes in dieser Bevölkerungsgruppe in Oregon, Minnesota und Illinois, während die Mehrheit der deutschamerikanischen Wähler in deren traditionellen Hochburgen Milwaukee und St. Louis sowie in Maryland und Ohio für Wilson stimmte. Sowohl Wilson als auch Hughes hatten zuvor im Wahlkampf versucht, sich von den Deutschamerikanern zu distanzieren. Insbesondere Roosevelt stellte in seinem Wahlkampf für Hughes die Loyalität der deutschstämmigen Einwanderer in Frage, die andererseits aber auch Wilson skeptisch gegenüberstanden, da sie seine Neutralitätspolitik als eine versteckte Unterstützung Großbritanniens ansahen.
Allan Louis Benson mit 590.524 Stimmen beziehungsweise 3,2 Prozent und Frank Hanly mit 221.302 Stimmen beziehungsweise 1,2 Prozent erhielten im Electoral College keine Wahlmännerstimmen und hatten keinen Einfluss auf den Wahlausgang. Benson erzielte sein bestes Ergebnis in Oklahoma mit 15,5 Prozent, Hanly in Florida mit 5,9 Prozent. Mit seiner Kampagne war es Wilson somit gelungen, von den sozialistisch orientierten Wählern einen erheblichen Anteil zu überzeugen, für ihn, anstatt für Benson zu stimmen. Dessen Ergebnis lag jeweils mehr als 300.000 Stimmen und damit rund ein Drittel unter den Resultaten von Eugene V. Debs, dem Kandidaten der Sozialistischen Partei bei den Vor- und Nachkriegswahlen von 1912 beziehungsweise 1920. Diese Zahl entsprach etwa der Hälfte des Vorsprungs von Wilson vor Hughes.

## Auswirkungen

### Reaktionen im Ausland
Die deutsche Regierung interpretierte den Ausgang der Wahl als ein Mandat für Wilson zur Fortsetzung seiner Neutralitätspolitik. Dementsprechend richtete sie ihre Politik in der Folgezeit an der Annahme aus, den Krieg gewinnen zu können, bevor die Vereinigten Staaten die alliierten Mächte militärisch unterstützen würden. In der deutschen Presse, so in der Vossischen Zeitung, im Berliner Tageblatt und im Berliner Lokal-Anzeiger, wurde nach der Wahl jedoch auch die Befürchtung geäußert, dass Wilson infolge seiner Wiederwahl seine Position ändern und eine zunehmend feindliche Haltung gegenüber Deutschland einnehmen könnte. Dies wich von der Einschätzung aus der Zeit vor der Wahl ab, in welcher in der deutschen Presselandschaft allgemein die Auffassung verbreitet war, dass der Ausgang der Wahl wenig Einfluss auf Deutschland haben würde.
In Großbritannien wurde der Wahlsieg Wilsons von den Liberalen und den Vertretern der Labour Party mit Zustimmung aufgenommen. Insbesondere diejenigen britischen Politiker, die auf eine Beendigung des Krieges durch die Vermittlung Wilsons und auf die Fortsetzung seiner Abkehr von der traditionellen amerikanischen Politik des Isolationismus hofften, sahen in dem Ergebnis der Wahl den Beginn einer neuen Ära in der amerikanischen Geschichte. Der spätere Labour-Vorsitzende Harold Laski brachte beispielsweise im Daily Herald seine Überzeugung zum Ausdruck, dass Wilson die Vereinigten Staaten zu mehr internationaler Kooperation führen würde. Die Daily News begrüßte ebenso wie der Daily Telegraph und eine Reihe anderer englischer Tageszeitungen die Wiederwahl von Wilson und bezeichnete sie als „Triumph seiner Persönlichkeit und seiner Politik“. Demgegenüber reagierten die britischen Konservativen auf den Wahlausgang mit Desinteresse beziehungsweise Unzufriedenheit.
Auch in Frankreich war das Wahlergebnis ein wichtiges Thema in den Tageszeitungen. Gleichwohl erschienen nur wenige Kommentare, in denen eine Bewertung zum Ausdruck kam. In den Beiträgen, welche den Sieg Wilsons kommentierten, überwogen positive Meinungen. So wurde betont, dass sein Erfolg die amerikanische Neutralität weiter beleben würde, und dass seine Außenpolitik in den folgenden vier Jahren frei von wahltaktischen Erwägungen sei, da er keine Wiederwahl mehr anstreben würde. Neben dem Hinweis darauf, dass sich offensichtlich eine deutliche Mehrheit der Wähler gegen den Krieg aussprach, wurde wie in der englischen Presse sein Ansehen als entscheidender Grund für seinen Erfolg bewertet. Demgegenüber hatten mehrere französische Zeitungen kurz vor der Wahl noch Hughes favorisiert, da einige Kommentare von Wilson zu den Ursachen des Krieges in Frankreich auf Kritik gestoßen waren.
In den russischen Medien wurde der Wahlausgang kurz und zurückhaltend kommentiert und die Erwartung geäußert, dass Wilson durch die weitere Entwicklung zu einer deutlicheren Positionierung und möglicherweise zu einer Aufgabe seiner Neutralitätspolitik gezwungen werden könnte. Die Presse in Japan begrüßte den Sieg Wilsons und lobte ihn für seine Friedensbemühungen. Darüber hinaus wurde das Wahlergebnis als positiv für die Weiterentwicklung der amerikanisch-japanischen Beziehungen angesehen, insbesondere in Wirtschaftskreisen, die bei einer Wahl von Hughes die Etablierung von Schutzzöllen und damit Nachteile für japanische Exporte in die USA befürchtet hatten. Die Präsidenten mehrerer lateinamerikanischer Länder, so Mario García Menocal aus Kuba, Alfredo González Flores aus Costa Rica, Manuel José Estrada Cabrera aus Guatemala und Emiliano Chamorro Vargas aus Nicaragua, gratulierten Wilson zu seinem Wahlsieg. Er erhielt jedoch keine entsprechenden Bekundungen aus einer der kriegsführenden Nationen.

### Kriegsbeteiligung

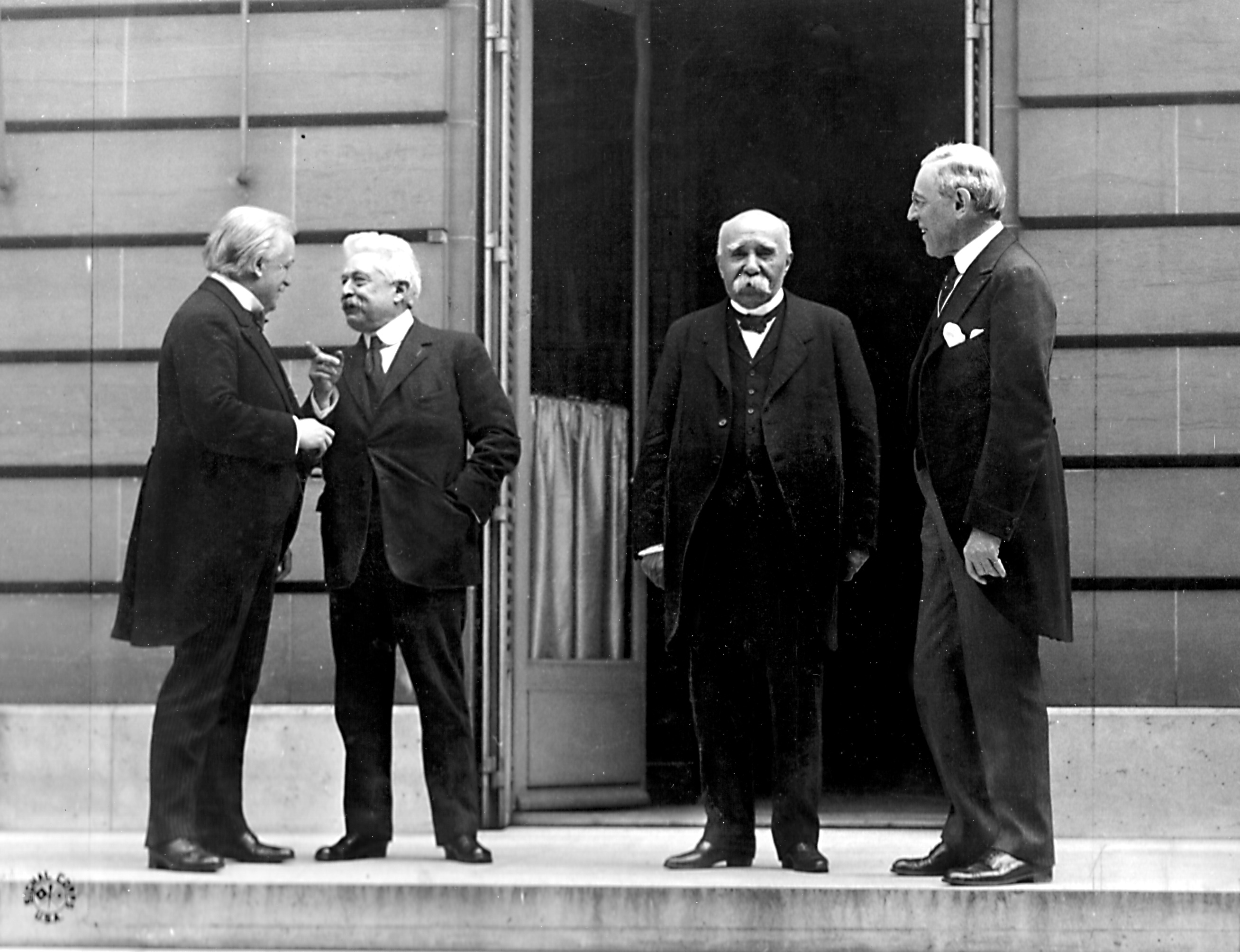
Woodrow Wilson (rechts) zusammen mit David Lloyd George, Vittorio Emanuele Orlando und Georges Clemenceau während der Pariser Friedenskonferenz

Noch vor Wilsons zweiter Amtseinführung am 4. März 1917 erfolgten massive Änderungen in der deutschen Kriegspolitik, die ihn doch zum Eintritt der USA in den Ersten Weltkrieg motivierten. Am 1. Februar 1917 erfolgte die Wiederaufnahme des uneingeschränkten U-Boot-Krieges durch Deutschland. Ende Februar wurde Wilson die von den Briten abgefangene Zimmermann-Depesche des deutschen Staatssekretärs Arthur Zimmermann zugespielt. In dieser plante das Deutsche Reich für den Kriegsfall mit den USA ein militärisches Bündnis mit Mexiko, in dem auch Gebietsabtretungen der USA an Mexiko zugesagt wurden. Nach der Versenkung von inzwischen drei US-Handelsschiffen berief Wilson am 2. April 1917 eine Sitzung des Kongresses ein, um dem Deutschen Reich den Krieg zu erklären; diese folgte am 6. April 1917, und damit der Kriegseintritt auf Seiten der Entente-Staaten Frankreich, Großbritannien und Russland. Die Kriegsziele der Vereinigten Staaten legte er am 8. Januar 1918 in einer als 14-Punkte-Programm bezeichneten programmatischen Rede vor dem US-Kongress dar, in der er mit Forderungen nach einer Verbreitung von Freihandel und Demokratie sowie dem Selbstbestimmungsrecht der Völker wichtige Prinzipien des Progressivismus in die Außenpolitik des Landes einführte.
Auf die zunehmende Ablehnung der Kriegsbeteiligung der Vereinigten Staaten in der Bevölkerung reagierte Wilson mit dem Espionage Act von 1917, durch den die strafrechtliche Bedeutung des Begriffs Spionage deutlich ausgeweitet wurde, sowie dem ein Jahr später verabschiedeten Sedition Act zur Strafbarkeit von beleidigenden oder illoyalen Äußerungen über die amerikanische Regierung, die Flagge und die Streitkräfte. Beide Gesetze waren stark umstritten, da sie als Einschränkungen der Meinungsfreiheit und anderer Grundrechte betrachtet wurden. Bis zum Ende des Krieges verloren rund 117.000 US-Amerikaner durch die Kampfhandlungen ihr Leben, rund 206.000 wurden im Kriegseinsatz verwundet. Das Kriegsende führte in den USA zu massiven wirtschaftlichen und sozialen Problemen und einer Stimmung der Ernüchterung in der Bevölkerung.
Mit seiner Teilnahme an der Pariser Friedenskonferenz im Januar 1919 wurde Wilson der erste amerikanische Präsident, der während seiner Amtszeit eine Auslandsreise unternahm. Ein Jahr vor dem Ende seiner Präsidentschaft erhielt er 1919 „für seine Verdienste um die Beendigung des Ersten Weltkrieges und die Gründung des Völkerbunds“ als zweiter US-Präsident nach Theodore Roosevelt den Friedensnobelpreis. Robert Lansing, der seit 1915 als Außenminister fungiert hatte, trat im Februar 1920 auf Wilsons Wunsch von diesem Amt zurück, da er dessen Einsatz für den Völkerbund nicht unterstützte. Als sein Nachfolger amtierte bis zum Ende von Wilsons Amtszeit Bainbridge Colby. Kriegsminister war von 1916 bis 1921 Newton Diehl Baker.

### Innenpolitische Folgen

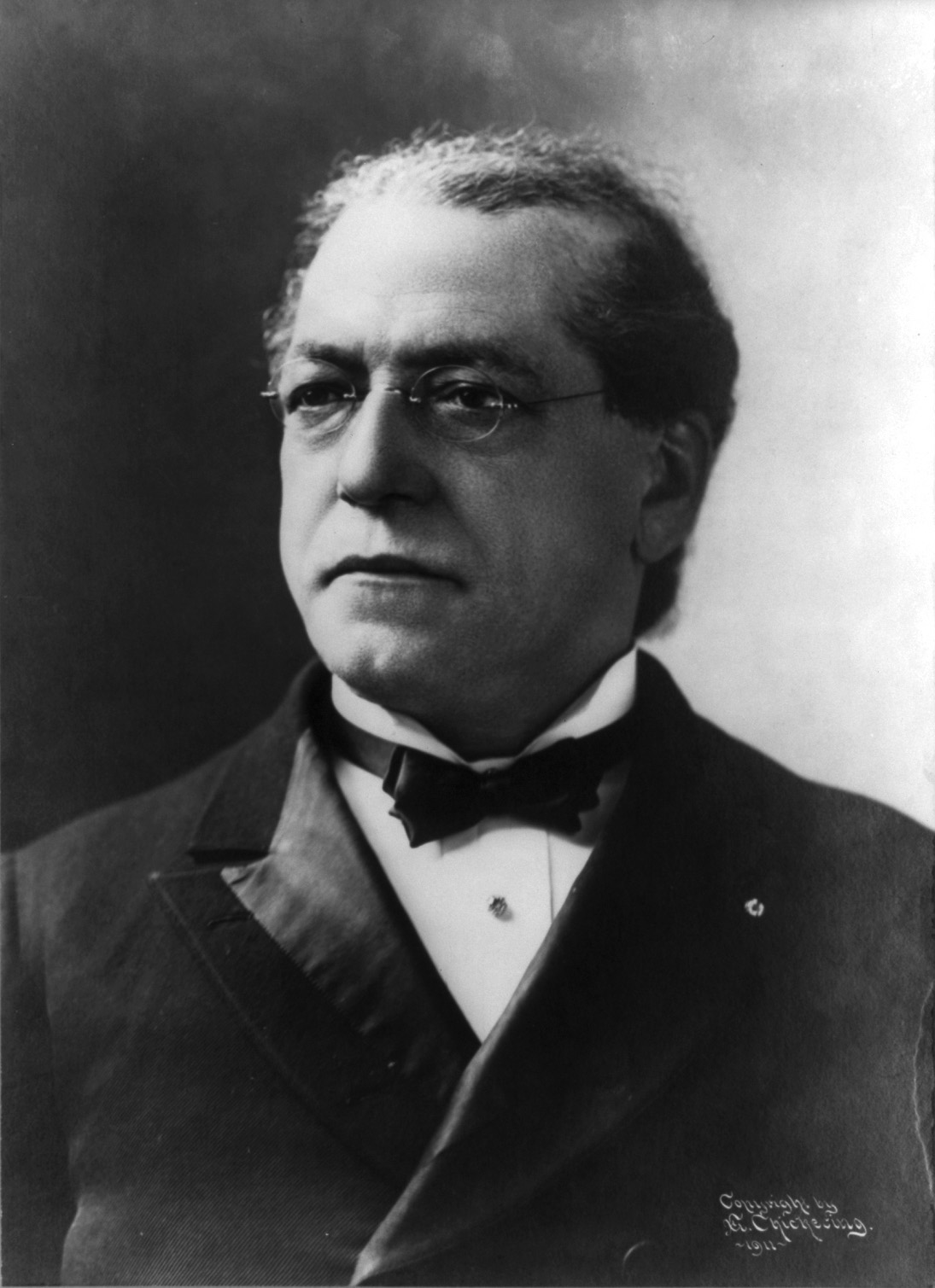
Samuel Gompers, Präsident des Gewerkschaftsverbandes American Federation of Labor

Von seinen innenpolitischen Vorhaben, mit denen er vor der Wahl geworben hatte, setzte Wilson bereits während des Wahlkampfes mit dem Keating Owen Child Labor Act ein Verbot des Handels zwischen den Bundesstaaten mit Produkten aus Kinderarbeit im Kongress durch. Das Gesetz wurde jedoch zwei Jahre später mit der Entscheidung Hammer v. Dagenhart des Obersten Gerichtshofs für verfassungswidrig erklärt und damit außer Kraft gesetzt. Auch der Anfang 1919 vom Kongress verabschiedete Child Labor Tax Act, bei dem zur Bekämpfung der Kinderarbeit auf die Bundeskompetenz im Bereich der Steuergesetzgebung zurückgegriffen wurde, hatte vor dem Obersten Gerichtshof keinen Bestand. Zu einem erneuten Eingriff der Bundesregierung in den Bereich der Kinderarbeit kam es dann erst über zehn Jahre später in den 1930er Jahren mit Veränderungen des Arbeits- und Sozialrechts während der Großen Depression.
Im Gegensatz zum Scheitern seiner Initiativen zur Kinderarbeit gelang Wilson mit dem 1919 vom Kongress beschlossenen und ein Jahr später in Kraft getretenen 19. Verfassungszusatz die von ihm in Aussicht gestellte landesweite Durchsetzung des Frauenwahlrechts. Wilsons sozialpolitische Aktivitäten waren, in enger Zusammenarbeit mit dem Gewerkschaftsführer Samuel Gompers, insgesamt stark arbeitnehmerfreundlich ausgerichtet. Gompers fungierte darüber hinaus als Wilsons Berater in arbeitspolitischen Fragen während der Friedenskonferenz von Paris. In den letzten beiden Jahren bis zur Wahl 1920 amtierte Wilson gegen einen mehrheitlich republikanisch besetzten Kongress. Ein solches Erstarken der sich in Opposition zu einem Präsidenten befindenden Partei bei den in der zweiten Hälfte von dessen zweiter Amtszeit stattfindenden Kongresswahlen ist im politischen System der USA ein wiederholt aufgetretenes Szenario. Zu einer Neubesetzung von Richterstellen am Obersten Gerichtshof der Vereinigten Staaten kam es während Wilsons zweiter Amtszeit nicht, nachdem er zwischen 1914 und 1916 mit John Hessin Clarke, Louis Brandeis und James C. McReynolds drei Kandidaten erfolgreich nominiert hatte.
Für die Republikaner bedeuteten die Wahl und ihre Folgen trotz der Niederlage von Charles Evans Hughes die Überwindung der Spaltung der Partei zwischen den liberalen und den konservativen Kräften, die durch die Präsidentschaftswahl von 1912 entstanden war. Warren G. Harding, dem Kandidaten der wiedererstarkten Partei bei den Wahlen 1920, gelang in der Folge ein überwältigender Sieg gegen den Demokraten James M. Cox, der für eine Fortsetzung der Politik von Wilson stand. Mitentscheidend war dabei eine durch die Kriegsbeteiligung der Vereinigten Staaten sowie die damit verbundenen Verluste entstandene Stimmung in der US-Bevölkerung zugunsten einer Rückkehr zur Politik des Isolationismus. Ein stärkeres internationales Engagement der Vereinigten Staaten, beispielsweise durch einen von Wilson und Cox favorisierten Beitritt zum Völkerbund, lehnten die US-Bürger mehrheitlich ab.

## Historische Einordnung
In der auf den Wahlforscher Angus Campbell zurückgehenden Typologie amerikanischer Präsidentschaftswahlen gilt die Wahl von 1916 wegen des Einflusses des Ersten Weltkrieges und der darauf aufbauenden wahlentscheidenden Friedenskampagne von Wilson als sogenannte deviating election (Ausnahmewahl), also eine Wahl, die aufgrund der Persönlichkeiten der Kandidaten oder anderer außergewöhnlicher Umstände durch ein vorübergehendes Abweichen von längerfristig bestehenden parteipolitischen Mehrheitsverhältnissen und Wählerpräferenzen gekennzeichnet war. Demgegenüber stehen maintaining elections (machterhaltende Wahlen), deren Ergebnisse eine Fortführung der bestehenden politischen Situation zur Folge haben, sowie realigning elections (Neuausrichtungswahlen), die durch grundlegende und weitreichende Veränderungen der Wählerorientierung gekennzeichnet sind.
Den konservativen Kräften innerhalb der Republikanischen Partei gelang es nicht, den beiden entscheidenden Aspekten von Wilsons Kampagne – Frieden und Progressivismus – etwas Wirkungsvolles entgegenzusetzen. Die liberalen Republikaner, die sich mit Wilsons Aussagen identifizieren konnten, schafften es andererseits nicht, ihm diese Themen in glaubwürdiger Weise streitig zu machen und Hughes, den sie aus Loyalität gegenüber der Partei trotz ideologischer Differenzen größtenteils unterstützten, in der Öffentlichkeit als den progressiveren der beiden Kandidaten darzustellen. Die Präsidentschaft von Woodrow Wilson veränderte aufgrund seiner Reformen die Vereinigten Staaten im sozialen und im wirtschaftlichen Bereich grundlegend. Durch die Auswirkungen der Kriegsbeteiligung der Vereinigten Staaten verlor jedoch der Progressivismus, der zuvor in den verschiedenen Bevölkerungsgruppen zu einer landesweiten Bewegung geworden war, noch während Wilsons zweiter Amtszeit seine Anziehungskraft und politische Bedeutung. Erst die Ära des „New Deal“ in den 1930er Jahren brachte dem Land erneut ähnlich weitreichende gesellschaftliche Veränderungen.
Woodrow Wilson, der seit einem Schlaganfall im Oktober 1919 halbseitig gelähmt war, starb rund drei Jahre nach dem Ende seiner zweiten Amtszeit. Sein Vizepräsident Thomas Riley Marshall zog sich aus der Politik zurück und erlag 1925 einem Herzinfarkt. Charles Evans Hughes fungierte von 1921 bis 1925 als Außenminister im Kabinett Harding und nach Hardings Tod im Kabinett Coolidge sowie von 1928 bis 1930 als Richter am Ständigen Internationalen Gerichtshof in Den Haag. 1930 kehrte er an den Obersten Gerichtshof der Vereinigten Staaten zurück, an dem er bis 1941 als Vorsitzender Richter wirkte; sieben Jahre später verstarb er im Alter von 86 Jahren. Charles W. Fairbanks war bereits zwei Jahre nach der Wahl an den Folgen einer Nierenentzündung verstorben.